# Proklínací tabulky

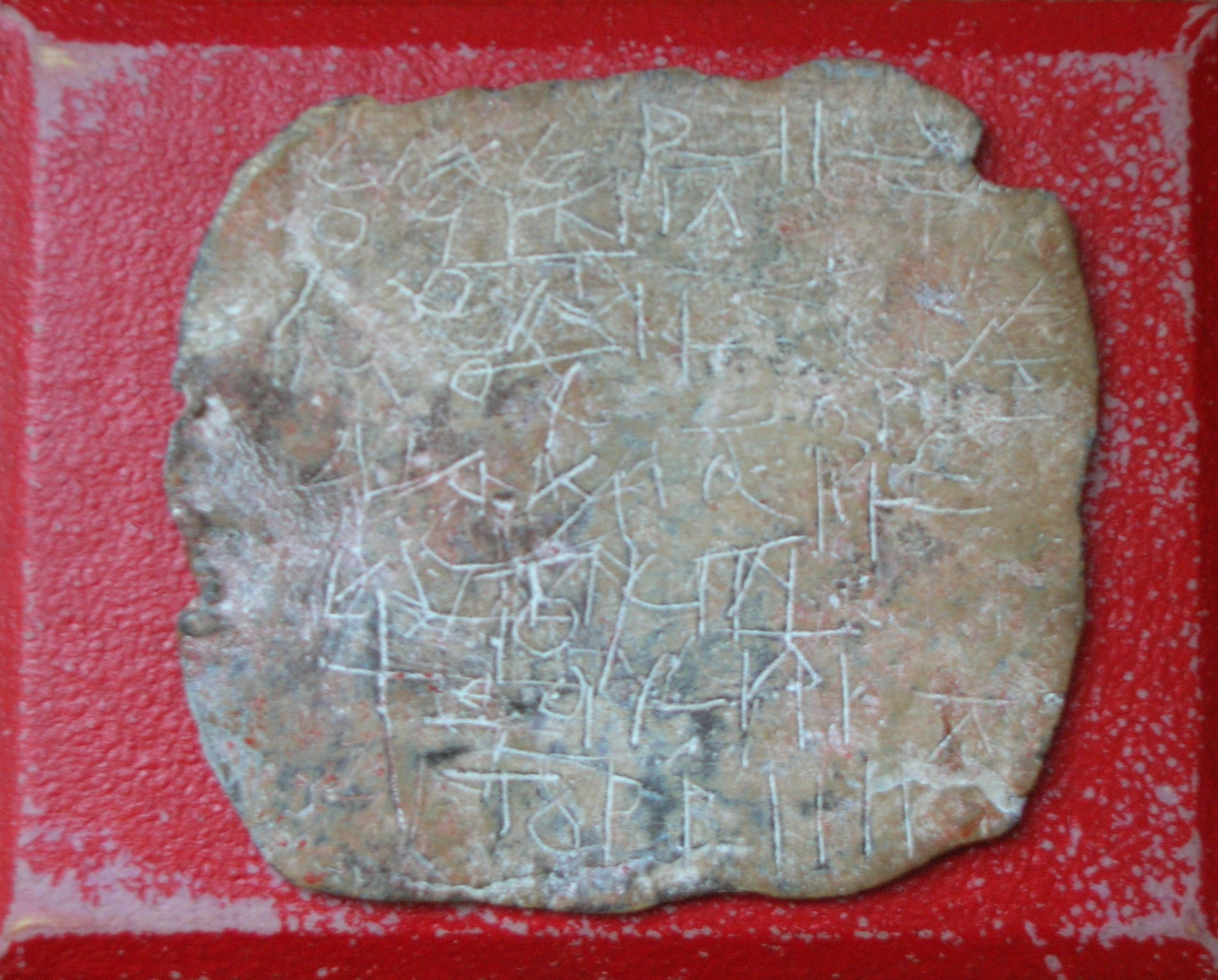
Proklínací tabulka z Eyguières

Proklínací tabulka či defixe, starořecky katadesmos, latinsky defixio, byla v řecké a římské magii tenká olověná tabulka se zaklínadlem. Cílem těchto kleteb bylo zpravidla dosažení nějakého úspěchu: získání manželky, výhra u soudu či ve sportu, převaha nad protivníkem v řemeslu či obchodu. Tabulky s právní účelem jsou typické především pro klasické Athény, v době císařského Říma byly časté tabulky, které měli zajistit úspěch při závodech vozatajů. Proklínacím tabulkám jsou blízké i takzvané „prosby o spravedlnost“ namířené převážně proti zlodějům, jejichž identita mohla být neznámá. Proklínací tabulky představují nejdůležitější formu antické magie.
Nejstarší známé tabulky pochází z 6. století př. n. l., ze sicilských a jihoitalských řeckých kolonií. Obrací se na chtonická božstva jako Pluto, Persefoné a Hermés Chtónios a „věnují“ (anatithémi) či svazují (katadeo) jim jednoho či více lidí. Tabulky byly většinou společně srolovány či složeny a uloženy do hrobu nebo studny. Od 5. století př. n. l. se objevovaly tabulky doprovázené olověnou soškou osoby s rukama svázanýma za zády a vyrytým jménem, které reprezentovaly oběť kouzla. Jindy byly tabulky probodnuté hřebíkem a slova „přibytí“ (katapassaleo) se také užívalo jako termínu pro prokletí v attické řečtině. Z Athén 5. a 4. století př. n. l. je také doložena existence specialisty zvaného analutes, který se zabýval lámáním vázacích kouzel. Řecké magické příručky používané v Egyptě napovídají, že text tabulek mohl být recitován při psaní a znovu pak při uschovávání. Zlomení kouzla mělo být dosaženo nalezením a zničením tabulky.
Starořecký výraz katadesmos (κατάδεσμος) a vychází z δεσμός (pouto, vázání, okovy, přeneseně kouzlo) a κατά (proti, spolu, za účelem), podobně jako latinské defixio vychází z defigo (zarazit, přivázat, očarovat). V obou jazycích je tak odkazováno na široce rozšířenou indoevropskou představu vázání či spoutání obětí skrze kletbu či jinou formu magické manipulace.